# Dijon Football Côte d'Or
O Dijon Football Côte-d'Or, abreviado como DFCO, é um clube de futebol francês, fundado em 29 de abril de 1998 e com sede na cidade de Dijon. Suas cores são vermelho e branco.
O clube tem apenas um título, o de campeão do Championnat National 2, conquistado em 1999-2000. Desde a sua fundação, o clube tem jogado no Stade Gaston-Gérard, o principal estádio de Dijon. As outras instalações, incluindo a sede da associação e da Associação Anônima Esportiva Profissional (SASP), estão localizadas em Poussots, também na comuna de Dijon.

## Elenco atual
- Atualizado em 28 de janeiro de 2022. [1]

Legenda
- : Capitão
- : Jogador suspenso
- : Jogador lesionado

### Histórico de Treinadores
| Ordem | Treinador     | Período     |
| ----- | ------------- | ----------- |
| 1     | Noël Tosi     | 1998 - 1999 |
| 2     | Daniel Joseph | 1999 - 2001 |
| 3     | Mario Relmy   | 2001 - 2002 |
| 4     | Rudi Garcia   | 2002 - 2007 |
| 5     | Serge Romano  | 2007        |

| Ordem | Treinador          | Período     |
| ----- | ------------------ | ----------- |
| 6     | Faruk Hadžibegić   | 2007 - 2009 |
| 7     | Patrice Carteron   | 2009 - 2012 |
| 8     | Olivier Dall'Oglio | 2012 - 2018 |
| 9     | Antoine Kombouaré  | 2019        |
| 10    | Stéphane Jobard    | 2019 - 2020 |

| Ordem | Treinador       | Período               |
| ----- | --------------- | --------------------- |
| 11    | David Linarès   | nov. 2020 - août 2021 |
| 12    | Patrice Garande | 2021 - 2022           |
| 13    | Omar Daf        | 2022 -                |